# ESOC-Bodenstation Michelstadt

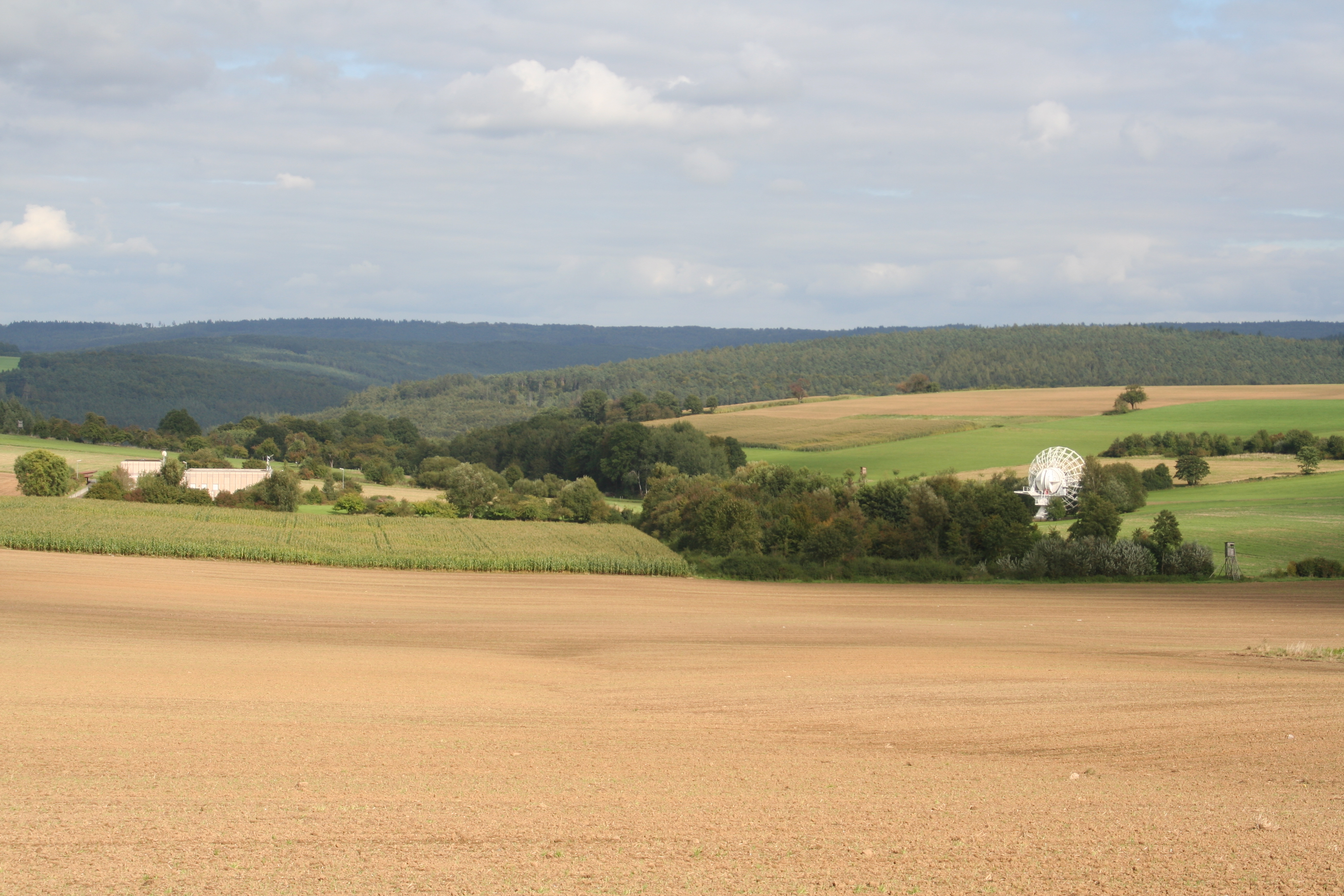
Parabolantenne und Hauptgebäude der ESOC-Bodenstation Michelstadt

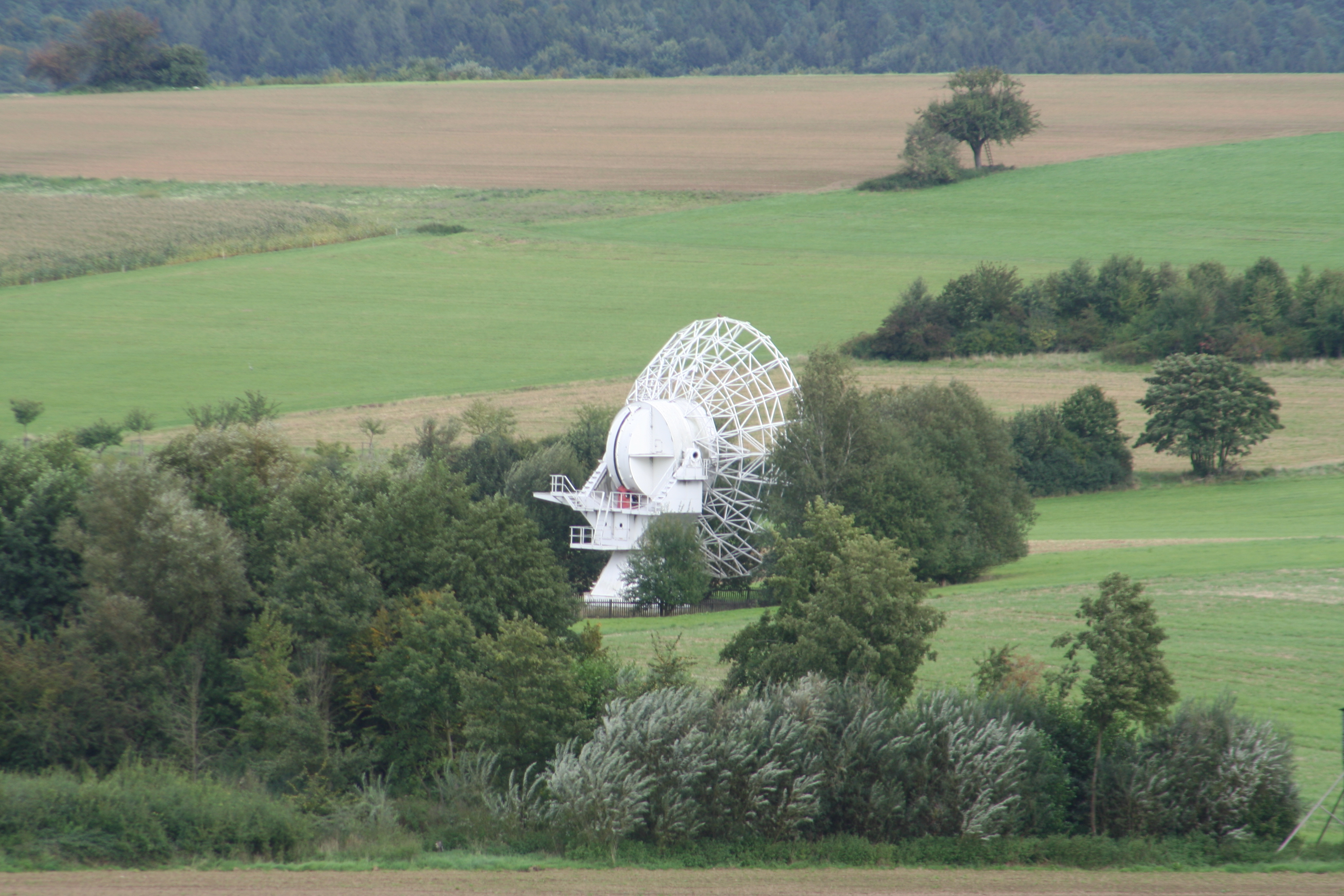
Parabolantenne der ESOC-Bodenstation Michelstadt

Die ESOC-Bodenstation Michelstadt (früher: ESA Groundstation Odenwald) war die zentrale Empfangsstation für die Satellitenbilder des geosynchronen Wettersatelliten Meteosat. Sie wurde 1975 errichtet und befand sich in einer Bodensenke nordwestlich von Michelstadt und westlich von Zell im Odenwald. Sie war durch ihre 15-m- und 13,5-m-Parabolantennen weit bekannt. Zu den unterstützten Missionen gehörte Hipparcos, die Station war ursprünglich vorgesehen als alleiniges Bodensegment mit einer permanenten Verbindung zum Satelliten im S-Band.

## Geschichte
Bei der Tagung des ESRO Rates im November 1972 wurde die Errichtung und der Betrieb einer Bodenstation zur Kontrolle aller geostationärer Satelliten der Organisation bei Michelstadt/Odenwald beschlossen. Ursprünglich sollte auch die Station für den OTS Satelliten und spätere ECS Satelliten genutzt wurden, doch den deutschen Behörden war es nicht möglich die Nutzung des Frequenzbandes von 11 bis 14-GHz über 1980 hinaus zu garantieren. Am 7. Juni 1974 wurde das Abkommen dann in Paris unterzeichnet. Schon ein Jahr später ging die ESRO mit der ELDO in der ESA auf. Das Gebäude wurde Anfang 1975 fertiggestellt und Mitte des Jahres begann die Installation der Subsysteme. Errichtet wurden zwei 15 m Antennen zum einen für den S-Band Empfang der GEOS Satelliten und zum anderen für die Meteosat Verbindungen, mit Ausnahme der VHF Backup Verbindung. Außerdem wurde ein 30 m hoher Turm etwa 4 km von der Station entfernt errichtet, um die Antennen kalibrieren zu können. Am 14. September 1976 wurde die Bodenstation vom Bundesminister für Forschung und Technologie Hans Matthöfer eingeweiht. 1977 erfolgten die Starts von Meteosat und GEOS-1.
Von 1981 bis 1982 wurde eine neue 10-m-Antenne gebaut und im Oktober desselben Jahres in Betrieb genommen, um beide Meteosat Satelliten gleichzeitig empfangen zu können. Nachdem im August 1984 Meteosat-1 aufgegeben worden war, wurde die Antenne auch für den Empfang von GOES-4 eingesetzt, der von der NOAA ausgeliehen und über Europa positioniert wurde. Im Jahr 1983 wurde EUMESAT gegründet, die sich fortan um die Verarbeitung und Bereitstellung der Daten von Wettersatelliten, insbesondere Meteosat, kümmerten. Gleichzeitig wurde auch das Meteosat Operational Programme (MOP) beschlossen, das den Bau von drei weiteren Satelliten der ESA für EUMETSAT bedeutete. Von 1986 bis 1988 wurde die Antenne, die zuvor für GEOS genutzt wurde, für den Betrieb von Hipparcos ausgerüstet. Nachdem der Satellit nicht wie vorhergesehen eine geostationäre Umlaufbahn erreichen konnte, sondern nach einer Fehlfunktion des Antriebs in einer Transferbahn stecken blieb, waren einige Modifikationen notwendig. Somit mussten auch Stationen in Perth, Kourou und die DSN-Station Goldstone hinzugezogen werden, um eine ausreichende Abdeckung zu erreichen. Ebenfalls 1989 wurde eine weitere voll bewegliche 13,5-m-Antenne beschafft für die bevorstehenden MOP Satelliten. Die Integration dieser Antenne wurde 1991 abgeschlossen.
Im Mai 1991 beschloss EUMETSAT ein eigenes Bodensegment unabhängig von der ESA zu entwickeln. Dazu wurden zwei Antennen in Fucino errichtet. Zum 1. Dezember des Jahres 1995 wurde der Funkverkehr mit den Meteosat Satelliten am Standort eingestellt. Trotzdem wurde die Station für den Betrieb der Cluster-Satelliten vorbereitet. Beim Fehlstart von Ariane V88 gingen die Cluster-Satelliten verloren, somit war die Bodenstation ohne aktive Mission und wartete auf eine Entscheidung über Cluster II. Anfang 1997 wurden die Meteosat-Antennen abgebaut. Somit verblieb nur noch eine 15-m-Antenne für den wissenschaftlichen Betrieb am Standort. Auch das Personal wurde auf ein Minimum reduziert. Zwar beschloss die ESA Cluster II zu bauen, doch nun war nur noch eine Bodenstation in Villafranca für den Betrieb vorhergesehen. 1998 wurden 23 Tonnen Equipment von Michelstadt nach Spanien gebracht, um die dortige Bodenstation VIL-1 für die Mission auszurüsten. Dazu gehörten auch die 60 Paneele der Antennenschüssel, der Subreflektor und Teile der Struktur, aber auch große Teile der Elektronik. Ende 1998 kündigte die ESA das Abkommen mit der Bundesrepublik Deutschland über den Betrieb der Station, die damit zum 1. Januar 2002 stillgelegt wurde. Die Station ging dann in Besitz der erst Ende 2001 gegründeten „Nachrichtentechnischen Systementwicklungsgesellschaft“ (NTS GmbH) mit Sitz in München über. Nach dem Tod des Besitzers im Jahr 2004 wurde die Anlage aufgegeben und die Firma NTS ging 2008 insolvent. 2014 übernahm eine Privatperson das Gebäude. Es gibt Pläne, dass das Naturschutzzentrum Odenwald das Gebäude nutzt, doch diese wurden bisher nicht in die Tat umgesetzt. Die einzig noch existierende Parabolantenne ist funktionslos und all ihrer Technik beraubt, auch das Technikgebäude ist in schlechtem baulichen Zustand.

## Missionen
| Mission            | Typ          | Startdatum   | Enddatum   | Umlaufbahn | weitere Stationen        | Bemerkungen                               |
| ------------------ | ------------ | ------------ | ---------- | ---------- | ------------------------ | ----------------------------------------- |
| GEOS-1             | Wissenschaft | 20.04.1977   | 01.04.1980 | GTO        | Redu, NASA               | geplant war eine geostationäre Umlaufbahn |
| Meteosat-1         | Meteorologie | 23.11.1977   | 25.11.1979 | GEO        |                          | Betrieb ohne Imager bis August 1984       |
| GEOS-2             | Wissenschaft | 14.07.1978   | 02.10.1985 | GEO        | Redu                     |                                           |
| GOES-4             | Meteorologie | 09.09.1980   | 09.10.1988 | GEO        |                          | Seit 1985 von der NOAA ausgeliehen        |
| Meteosat-2         | Meteorologie | 19.06.1981   | 11.08.1988 | GEO        |                          |                                           |
| Meteosat-3 (P2)    | Meteorologie | 15.06.1988   | 31.05.1995 | GEO        |                          |                                           |
| Meteosat-4 (MOP-1) | Meteorologie | 06.03.1989   | 08.11.1995 | GEO        |                          |                                           |
| Hipparcos          | Wissenschaft | 08.08.1989   | 15.08.1993 | GTO        | Perth, Kourou, Goldstone | geplant war eine geostationäre Umlaufbahn |
| Meteosat-5 (MOP-2) | Meteorologie | 02.03.1991   | 16.04.2007 | GEO        |                          | 1995 an EUMETSAT abgegeben                |
| Meteosat-6 (MOP-3) | Meteorologie | 20.11.1993   | 15.04.2011 | GEO        |                          | 1995 an EUMETSAT abgegeben                |
| Cluster            | Wissenschaft | (04.06.1996) | -          | -          | Redu                     | Fehlstart                                 |
| Quelle:            |              |              |            |            |                          |                                           |